# Mette

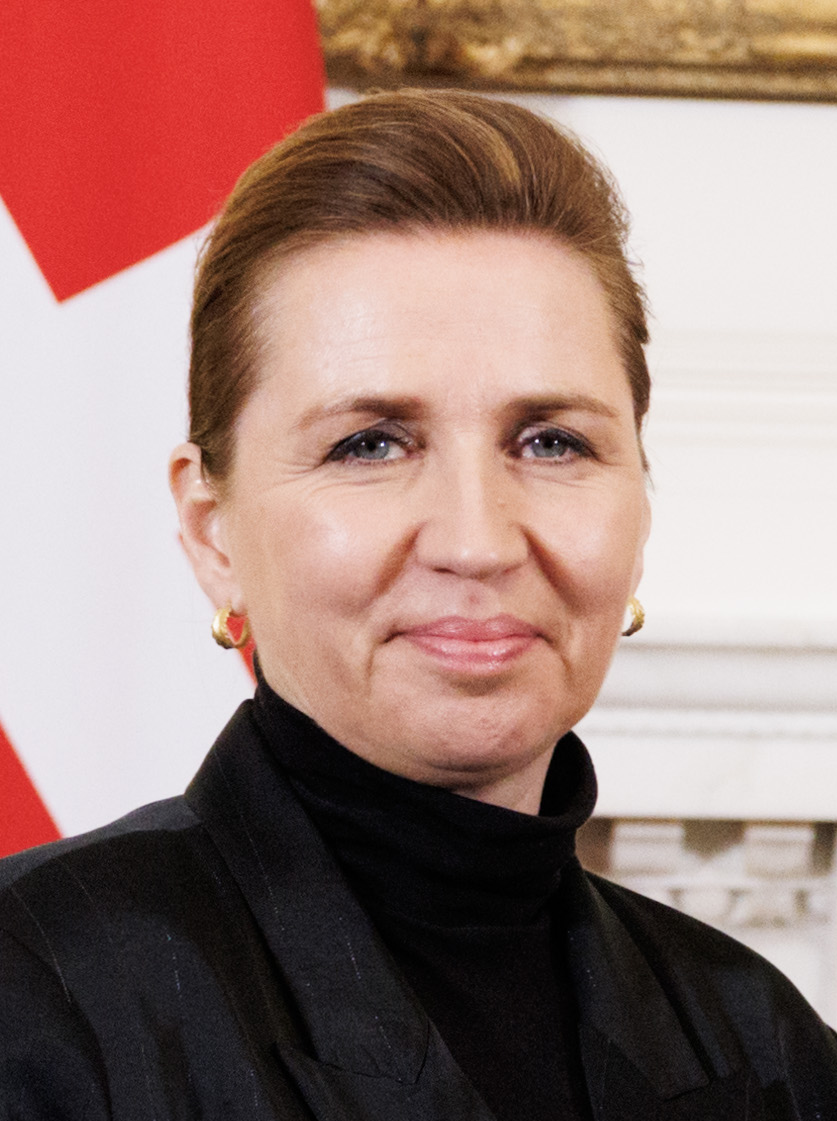
Mette Frederiksen, 2025.

Mette är ett kvinnonamn, en lågtysk form av Mechtild, men även en dansk form av Margareta, och betyder "pärla". Namnet är inte så vanligt i Sverige, men desto mer vanligt i våra grannländer Norge och Danmark. Populariteten ökade dock i Sverige på 90-talet då Mette flera år blev ett av de 300 vanligaste tilltalsnamnet på unga flickor. Den 31 december 2009 fanns det totalt 1024 kvinnor i Sverige med förnamnet Mette, varav 781 med det som tilltalsnamn. Samtidigt fanns det 2 män som bar namnet, varav 1 med det som tilltalsnamn. Det fanns även 5 personer som bar namnet som efternamn. År 2002 fick 14 flickor namnet, varav 6 fick det som tilltalsnamn. Ingen pojke fick namnet detta år.
- Placering på namntoppen 2010: Inte i topp 100
- Antal kvinnor med namnet i Sverige: 1025
- Antal män med namnet i Sverige: 2

- Betydelse: Pärla

I den finlandssvenska namnsdagslängden har Mette namnsdag 14 mars sedan 2015.

## Kända personer med namnet Mette
- Mette-Marit av Norge
- Mette Frederiksen